# Ogólna orientacja spiskowa
Ogólna orientacja spiskowa, zgeneralizowana mentalność spiskowa – konstrukt psychologiczny stanowiący rodzaj postawy politycznej wyrażającej się zwiększoną tendencją do spiskowego widzenia świata.

## Podstawy
Próby opisu ogólnej orientacji spiskowej biorą się z badań nad teoriami spiskowymi. Okazuje się, że osoba, która uznała jedną teorię spiskową, z większym prawdopodobieństwem niż osoba nie uznająca żadnej uwierzy w kolejną teorię spiskową. Teorie spiskowe te nie muszą być w żaden sposób powiązane ze sobą. Wykazano doświadczalnie, że stereotyp spiskowy dotyczący Żydów koreluje z teoriami spiskowymi o celowym rozprzestrzenianiu wirusa grypy A/H1N1, dotyczącymi morderstwa Kennedy’ego, okoliczności śmierci księżnej Walii Diany, kryzysu gospodarczego i katastrofy smoleńskiej, a stereotypy spiskowe dotyczące różnych stereotypizowanych grup korelują ze sobą wzajemnie. Spiskowe poglądy przyjmowane przez jedną osobę mogą być nawet wzajemnie sprzeczne. Tak więc osoby przekonane o zamachu na księżną Walii Dianę z większym prawdopodobieństwem przyjmują tezę, jakoby rzeczona księżna upozorowała własną śmierć, niż osoby odrzucające hipotezę zamachu. Podobnie przekonanie o przeżyciu przez Usamę ibn Ladina operacji Trójząb Neptuna koreluje z przekonaniem o jego zgonie jeszcze przed tą operacją. Doświadczalnie wykazano, że osoby poważnie traktujące teorie spiskowe łatwiej wierzą nawet w informacje całkowicie absurdalne, wymyślone przez badaczy, na przykład w wyrastanie szczurom skrzydeł po zażyciu napoju energetycznego. Taki system przekonań, niepodatny na dialog z innymi poglądami ani na krytykę, nosi nazwę monologicznego.

## Opis
Wobec powyższego postuluje się, że niektóre osoby cechują się po prostu ogólną skłonnością do wiary w spiski, jakie by nie były opisujące je teorie spiskowe. Osoby takie cechować się mają specyficzną mentalnością, nazwaną przez Michaela Billiga w 1978 zgeneralizowaną bądź uogólnioną mentalnością spiskową. Stanowi ona coś odmiennego od wiary w daną konkretną teorię spiskową. Traktuje się ją raczej jako rodzaj postawy politycznej. Grzesiak-Feldman porównuje ją do prawicowego autorytaryzmu i orientacji na dominację społeczną, jak też paranoję polityczną, odzwierciedlającą podobne poglądy, jakoby za wszystkim stał spisek. Wykazano silną korelację między mentalnością spiskową a paranoją polityczną, nie można wykluczyć nawet, że w istocie stanowią one ten sam konstrukt. Korzeniowski widzi paranoję polityczną jako jedną z cech mentalności. Mentalność spiskową wyobrazić sobie można jako odcinek pewnego kontinuum od bezkrytycznej ufności w każdą podaną oficjalnie informację aż do myślenia urojeniowego.

## Pomiar konstruktu
Opisana w tej sposób ogólna orientacja spiskowa stanowi konstrukt jednowymiarowy, na poparcie czego Grzesiak-Feldman cytuje badania na grupach niemieckojęzycznych, anglojęzycznych i tureckojęzycznych. Do pomiaru stworzonego konstruktu używa się specjalnego narzędzia: Skali Mentalności Spiskowej, dzieła Brudera i współpracowników z 2013. Narzędzie to ocenia następujące poglądy:
- nieinformowanie opinii publicznej o ważnych rzeczach wydarzających się na świecie;
- zatajanie prawdziwych motywów swych poczynań przez polityków;
- monitoring każdego człowieka przez rząd;
- ukryte powiązania między pozornie niezwiązanymi ze sobą wydarzeniami;
- wpływ tajnych organizacji na decyzje polityczne.

## Efekty
Ogólna mentalność spiskowa pociąga za sobą niechęć do grup posądzanych o potajemne spiskowanie, którym przypisuje się wielką władzę i wpływy, a co za tym idzie, kreowanie wydarzeń politycznych bądź ekonomicznych, z tym że tylko negatywnych. Przykładowo osoba o uogólnionej mentalności spiskowej kryzys finansowy zinterpretuje raczej jako efekt działania pragnących zaszkodzić innych wrogich sił, a nie wynik procesów ekonomicznych. Mentalność spiskowa odgrywa też znaczną rolę w nastawieniu antyimigranckim. Osoby o ogólnej orientacji spiskowej popierają bardziej drastyczne metody rozwiązania kryzysu migracyjnego Unii Europejskiej, popierają stosowanie przemocy względem uchodźców. Mentalność spiskowa prowadzi do poparcia inwigilacji, łamania praw człowieka, w tym prawa do prywatności (z drugiej strony łączy się z przekonaniem o inwigilacji ludzi przez rządy). Z kolei niski poziom mentalności spiskowej wiąże się z postawami prouchodźczymi.